# Qui a tué Sara ?
Qui a tué Sara ? (¿Quién mató a Sara?) est une série télévisée de thriller dramatique mexicaine en 25 épisodes d'environ 40 minutes créée par José Ignacio Valenzuela et diffusée au niveau mondial entre le 24 mars 2021 et le 18 mai 2022 sur Netflix.

## Synopsis
Dix-huit ans plus tôt, la jeune Sara meurt d'une chute de parachute ascensionnel lors d'une sortie avec sa bande d'amis. Son petit ami Rodolfo risque d'être accusé. Le père de celui-ci, César Lazcano, demande au frère de Sara, Alejandro dit Alex, de s'accuser à sa place car il ne risque qu'une peine légère. Mais il est condamné à trente ans de prison.
Dix-huit ans plus tard, libéré pour bonne conduite et ayant appris en prison à devenir hacker, Alex compte bien découvrir qui a tué sa sœur et se venger de ceux qui l'ont mis en prison.

## Distribution

### Acteurs principaux
- Manolo Cardona (VF : Franck Lorrain) : Alejandro « Alex » Guzmán Zaldivar
  - Leo Deluglio (VF : Jonathan Amram) : Alex Guzmán (jeune)
- Eugenio Siller (VF : Gauthier Battoue) : José María « Chema » Lazcano
  - Polo Morín (VF : Julien Crampon) : José María Lazcano (jeune)
- Alejandro Nones (VF : Mike Fédée) : Rodolfo Lazcano
  - Andrés Baida (VF : Adrien Larmande) : Rodolfo Lazcano (jeune)
- Litzy (VF : Julia Boutteville) : Dona Marifer Fernandez Galvez
  - Ela Velden (VF : Nastassja Girard) : Marifer Fernandez Galvez (jeune)
- Matías Novoa (VF : Jim Redler) : Nicandro Gómez (depuis la saison 2)
  - Martin Saracho (VF : Benjamin Bollen) : Nicandro Gómez (jeune)
- Ginés García Millán (VF : Gérard Darier) : César Lazcano
- Carolina Miranda (VF : Kelly Marot) : Elisa Lazcano
- Claudia Ramírez (VF : Danièle Douet) : Dona Mariana Toledo de Lazcano
- Ximena Lamadrid (es) (VF : Lila Lacombe) : Sara Guzmán / Lucia Guzmán Lazcano

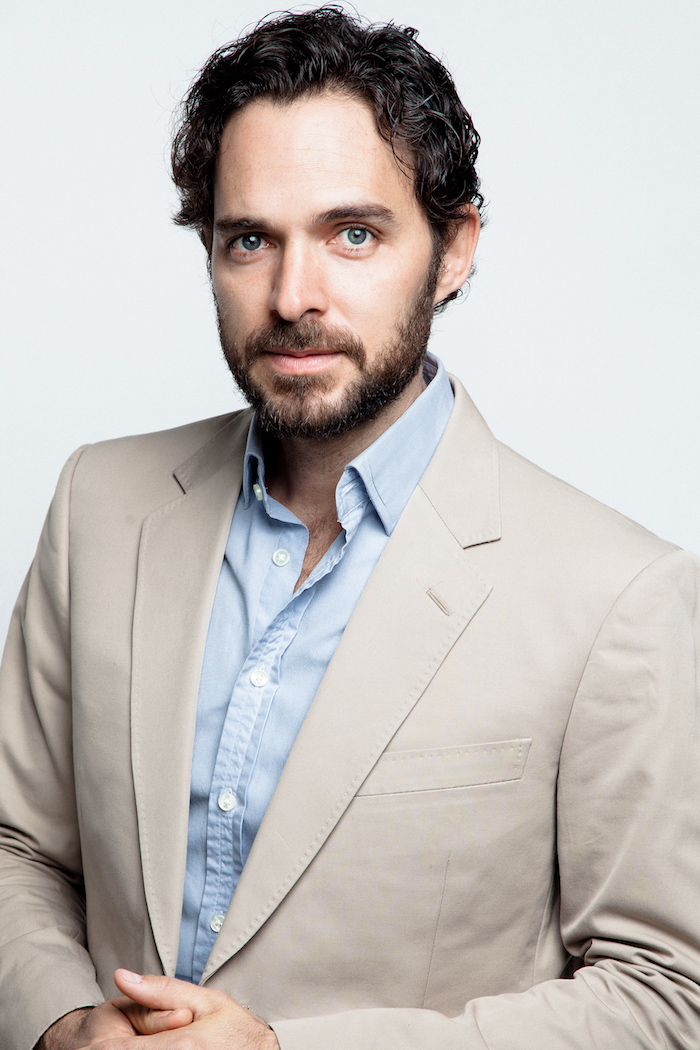
Manolo Cardona interprètre Alejandro Guzmán Zaldivar
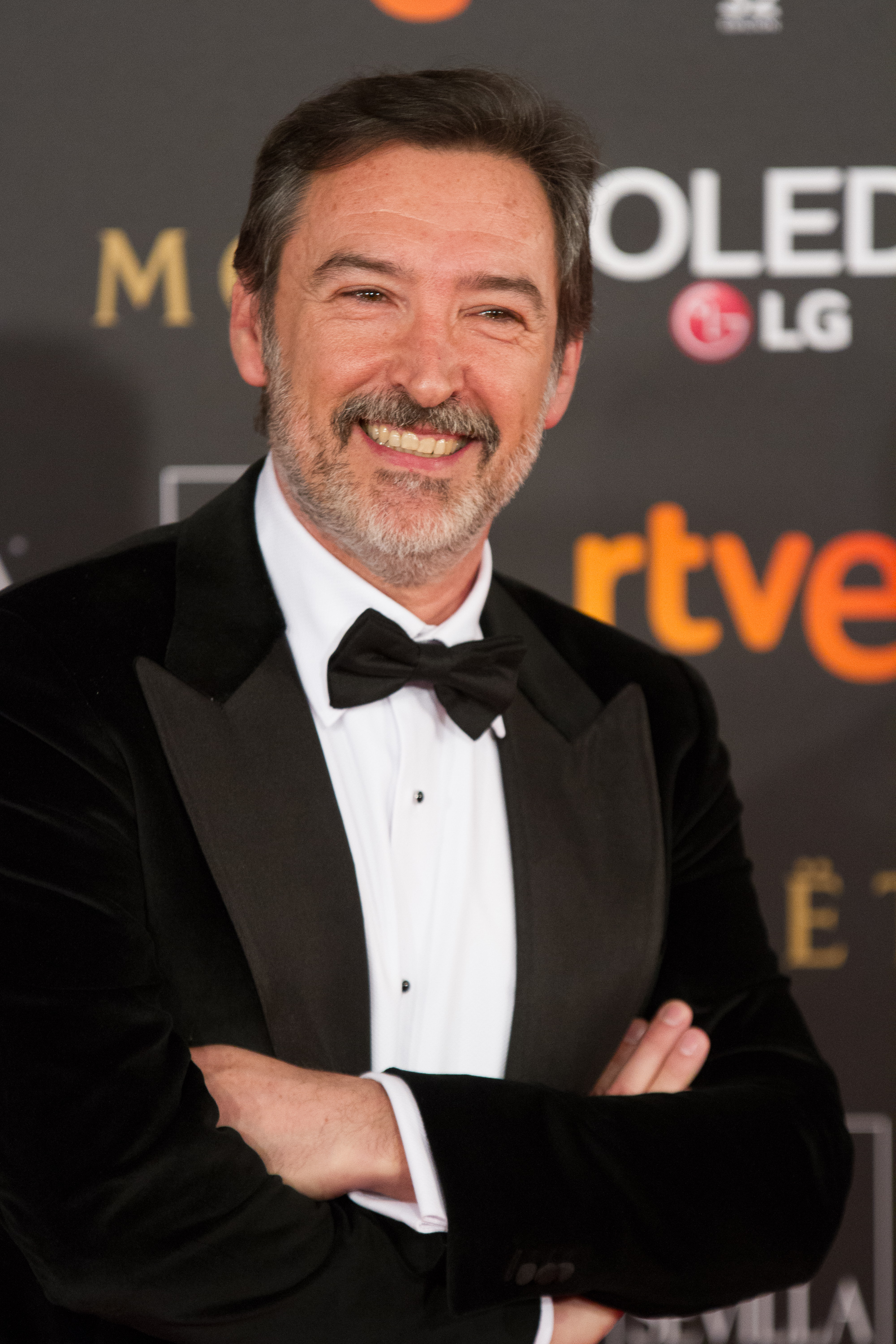
Ginés García Millán interprète César Lazcano
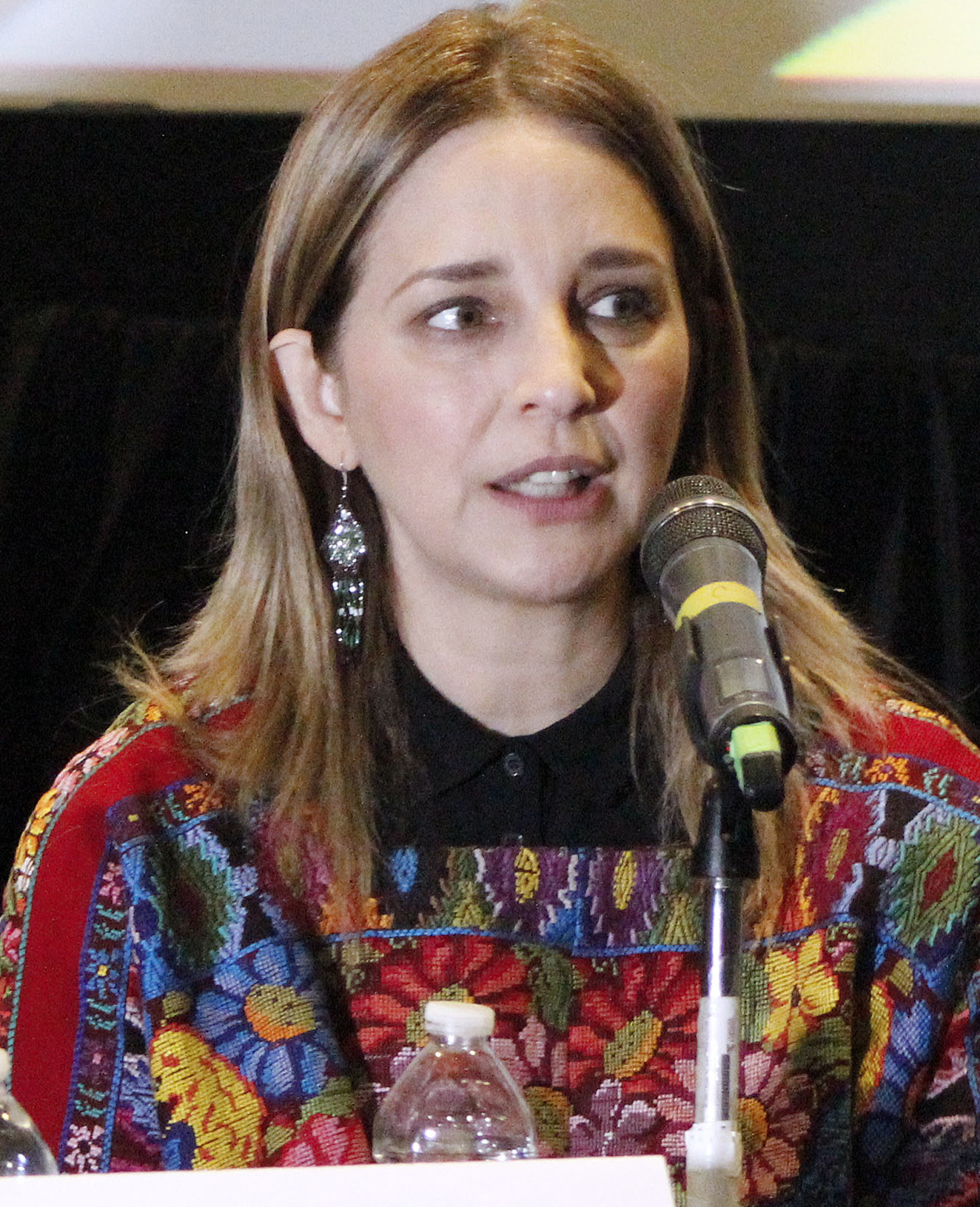
Claudia Ramírez interprète Mariana Toledo de Lazcano

### Anciens acteurs principaux
- Héctor Jiménez (VF : Yann Guillemot) : Elroy Silva (saison 1 et 2)
  - Marco Zapata (VF : Hervé Grull) : Elroy Silva (jeune) (saison 1 et 2)
- Ana Lucía Domínguez (VF : Pamela Ravassard) : Sofia Lazcano (saison 1 et 2)
- Iñaki Godoy (VF : Oscar Douieb) : Bruno Lazcano (saison 1 et 2)
- Luis Roberto Guzmán (VF : Eilias Changuel) : Lorenzo Rossi (saison 1 et 2)
- Fátima Molina (VF : Fily Keita) : Clara Fernandez Galvez (saison 1 et 2)
- Juan Carlos Remolina (VF : Marc Perez) : Sergio Hernández (saison 1 et 2)
- Antonio De La Vega (VF : Boris Rehlinger) : Abel Martínez (saison 2)

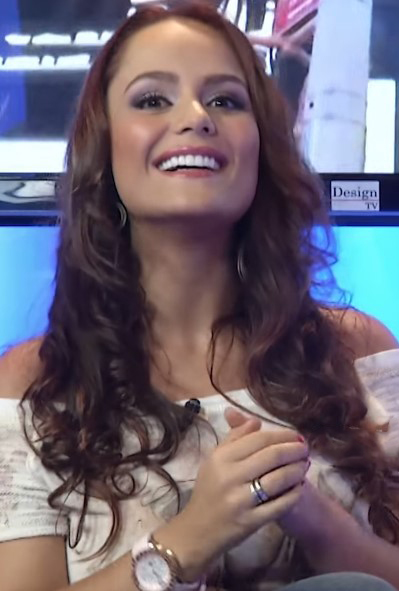
Ana Lucía Domínguez interprète Sofia Lazcano
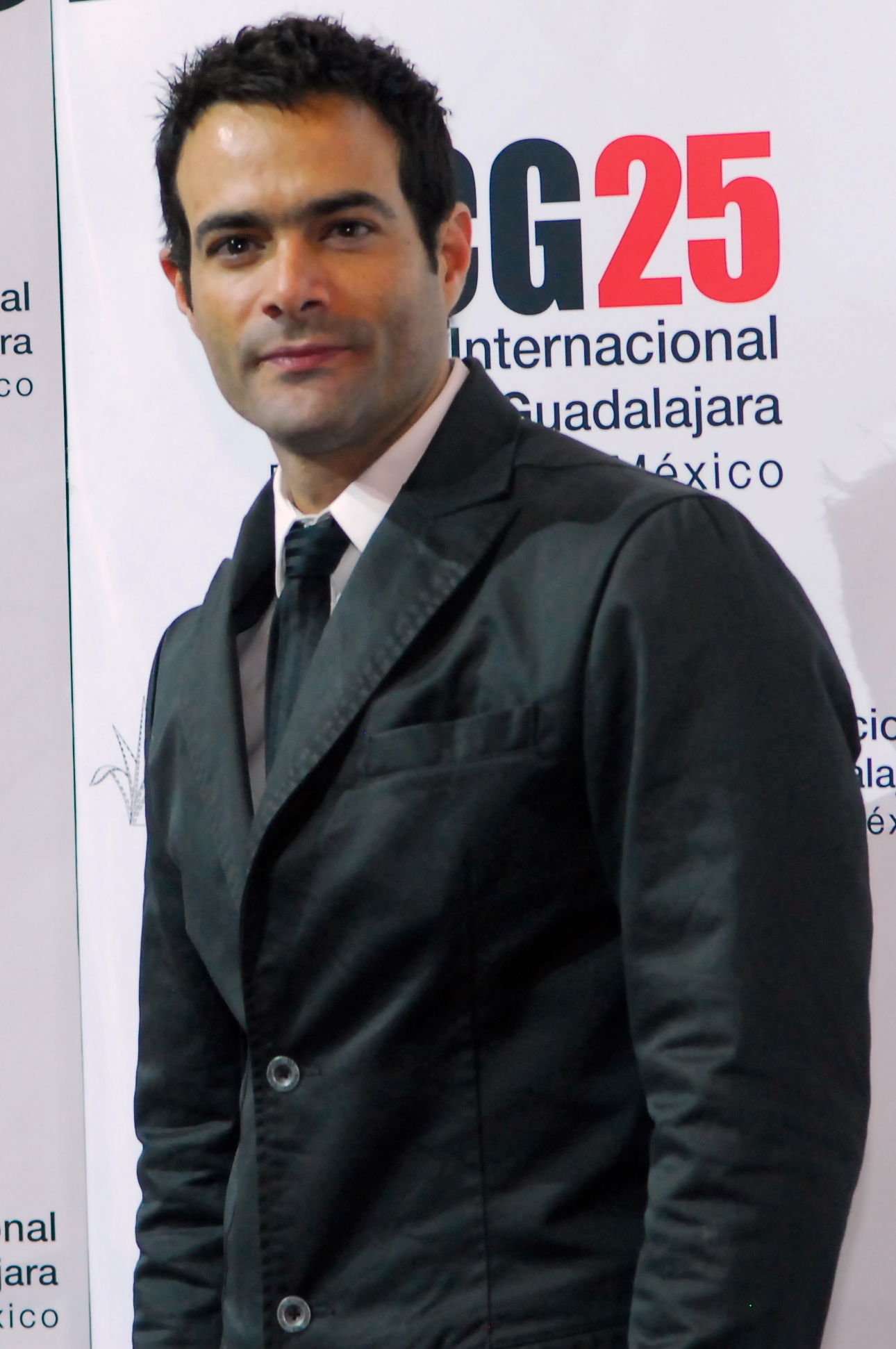
Luis Roberto Guzmán interprète Lorenzo Rossi

### Acteurs récurrents et invités
Introduits dans la saison 1
- Alejandro Corzo : Policier
- Cayetano Arámburo (VF : Thibaut Lacour) : Moncho (saison 1 et 2)
- Terrence Stickman (VF : Jerome Wiggins) : Avocat d'Alex

Introduits dans la saison 2
- Mar Carrera : Lucía Guzmán
  - Valentina Manzini (VF : Hélène Bizot) : Lucía Guzmán (jeune)
- Daniel Giménez Cacho (VF : Nicolas Marié) : Dr Hugo Alanís
- Claudette Maillé (VF : Daria Levannier) : Macarena Morales
- Mikael Lacko (VF : Guillaume Lebon) : Félix
- Úrsula Pruneda (VF : Flora Brunier) : Christina

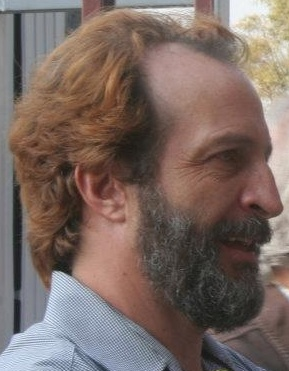
Daniel Giménez Cacho interprète le docteur Hugo Alanís
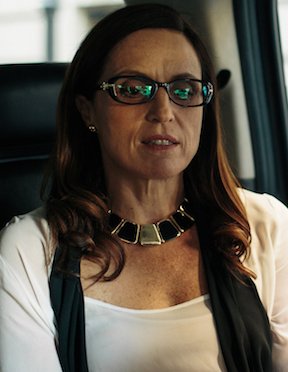
Claudette Maillé interprète Macarena Morales

Introduits dans la saison 3
- Jean Reno (VF : lui-même) : Reinaldo Gómez de la Cortina
- Rebecca Jones (VF : Cathy Cerda) : Frida de Gómez
- Maite Perroni (VF : Pauline Ziadé) : Alma Solares (épisode 3)
- Gabriela de la Garza (VF : Alice Taurand) : Daniela Gómez
- Lumi Cavazos (VF : Laurence Mongeaud) : Tonya Calderon
- Carmen Delgado (VF : Antonella Colapietro) : Infirmière
- Javier de la Vega (VF : Benjamin Gasquet) : Zoltan
- Quetzalli Cortés (VF : Fred Colas) : Détenu
- Alex Brizuela (VF : Xavier Couleau) : Avocat Toledo
- Isabel Ruiz (VF : Laurence Mongeaud) : Dr Alanis

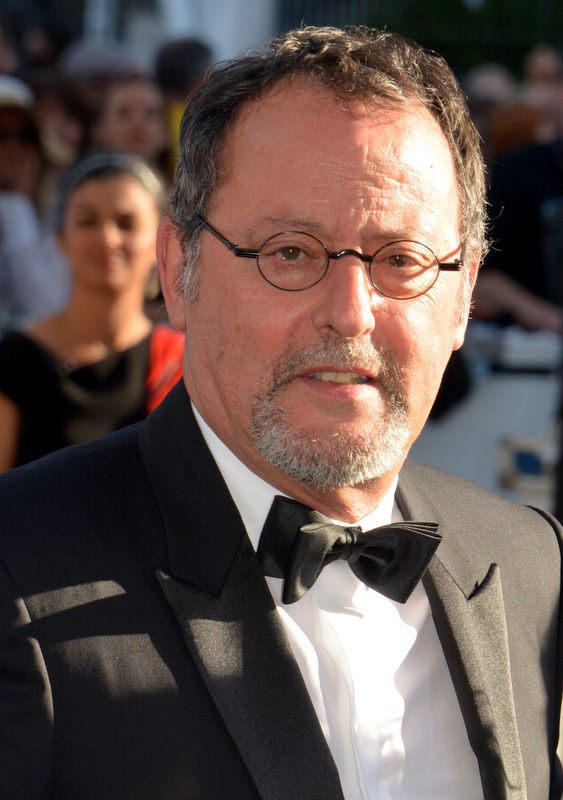
Jean Reno interprète Reinaldo Gómez de la Cortina
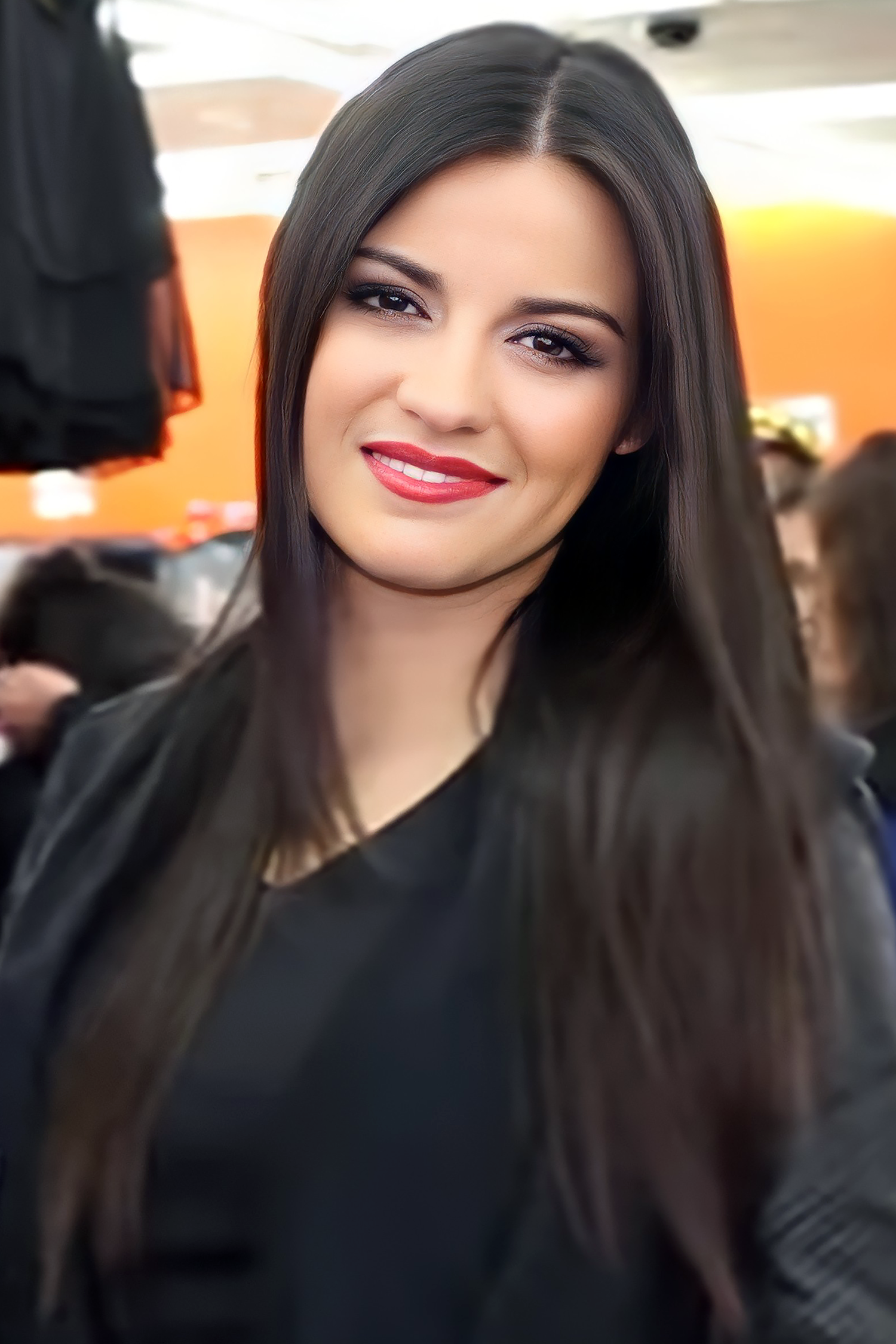
Maite Perroni interprète Alma Solares
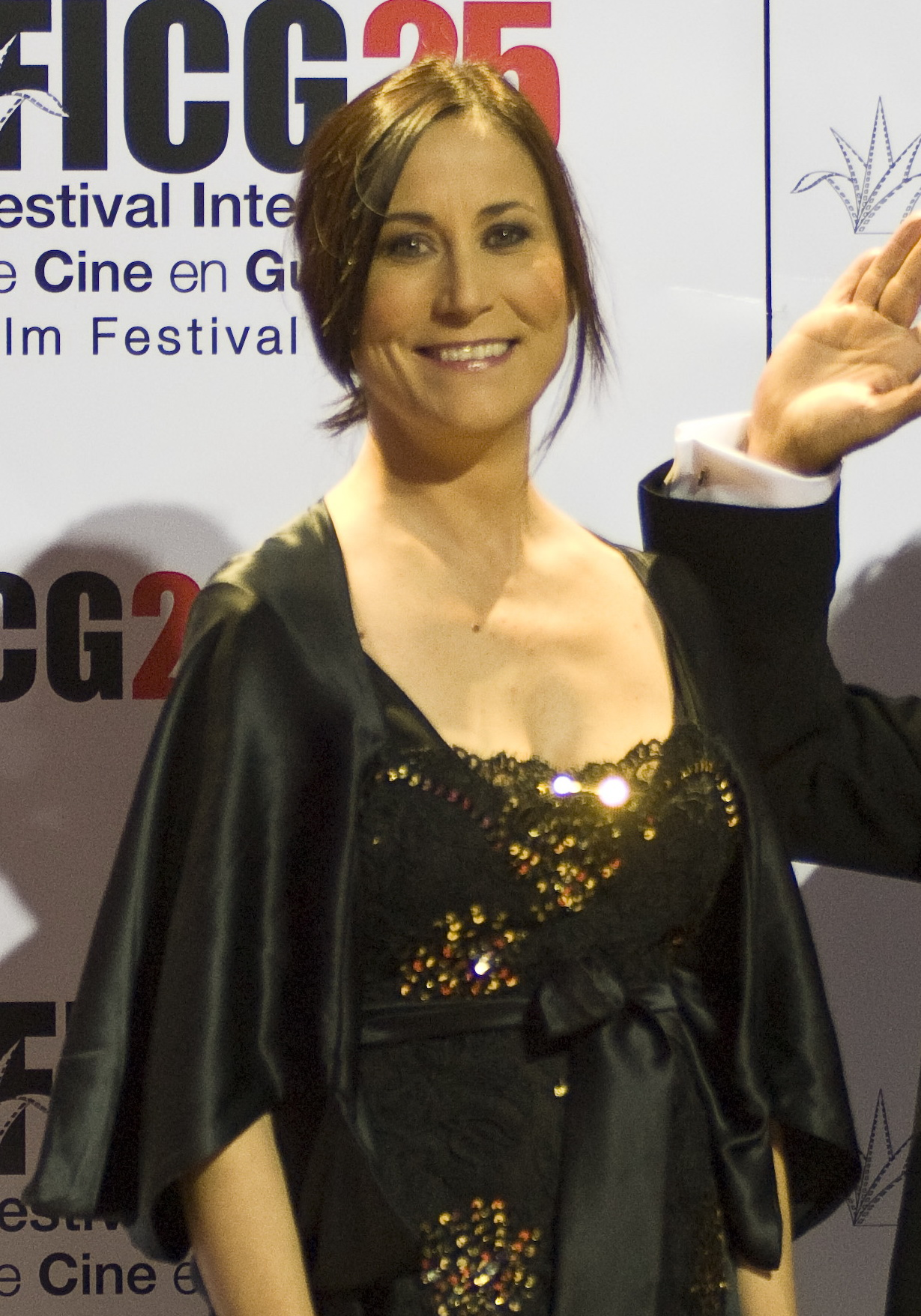
Lumi Cavazos interprète Tonya Calderon

## Production

### Développement
La série télévisée est créée par l'écrivain chilien José Ignacio Valenzuela, qui a créé la telenovela Dama y obrero. Il raconte que pour Qui a tué Sara ?, il a d'abord écrit le dernier épisode, celui qui révèle qui a tué Sara, puis qu'il a écrit le premier en laissant des indices pour le public. José Ignacio Valenzuela reconnaît l'influence des auteurs policiers Agatha Christie et Arthur Conan Doyle.
Le 19 mai 2021, la deuxième saison est parue. Le générique de fin de la deuxième saison annonce la sortie de la troisième saison.

### Attribution des rôles
Le rôle principal, celui d'Alex, est dévolu à l'acteur colombien Manolo Cardona, et fait revenir au petit écran celui qui a joué dans les films Le Chihuahua de Beverly Hills et Contracorriente. L'acteur espagnol Ginés García Millán, connu pour son rôle dans la série Velvet, ou encore dans Isabel joue le rôle du personnage le plus antipathique, « qui parvient toujours à être plus cruel, sans pitié et détestable ». L'actrice et présentatrice mexicaine Carolina Miranda, « La Coyote » dans la série Señora Acero, joue l'un des principaux rôles féminins, le personnage féministe d'Elisa. L'actrice Claudia Ramírez joue le rôle de la femme de César Lazcano, au moment où sort à la télévision mexicaine la telenovela Fuego ardiente, interprétant avec « un plaisir coupable » un rôle de méchante. Eugenio Siller trouve dans la série un personnage qui le change de ses rôles habituels, tel que dans Al diablo con los guapos. L'acteur vénézuélien Alejandro Nones interprète le personnage tourmenté de Rodolfo. Pour les personnages dans leur jeunesse, la série a fait appel à Andrés Baida, vu dans la série Control Z, Polo Morín vu dans La reina soy yo ou Gossip Girl Acapulco ou encore Leo Deluglio de la telenovela La Doña.

### Tournage
La série est tournée dans la ville de Mexico, mais aussi dans des casinos non précisés. La partie de la série centrée sur la jeunesse des personnages est tournée au lac de Valle de Bravo.

### Fiche technique
Sauf indication contraire, les informations mentionnées dans cette section peuvent être confirmées par la base de données cinématographiques IMDb,  présente dans la section « Liens externes ».
- Titre original : ¿Quién mató a Sara?
- Titre français : Qui a tué Sara ?
- Création : José Ignacio Valenzuela
- Réalisation : David Ruiz et Bernardo de la Rosa
- Scénario : José Ignacio Valenzuela, Jean Pierre Fica et Rosario Valenzuela
- Casting : Jessica Caldrello
- Direction artistique : Marina Covag
- Costumes : Atzin Hernández
- Photographie : Rodrigo Marina et Diego Gajardo
- Son : Adrián García Pascalín
- Montage : Ana García
- Musique : David Murillo R. et Måns Billner
- Production : Perro Azul
  - Production déléguée : Alexis Fridman et Juan Uruchurtu
- Sociétés de production : Netflix
- Sociétés de distribution (télévision) : Netflix
- Pays d'origine :  Mexique
- Langue originale : espagnol
- Format : couleur
- Genre : thriller, drame, suspense
- Durée : 36 – 46 minutes
- Date de première diffusion :
  - Monde: 24 mars 2021 sur Netflix
- Classification : déconseillé aux moins de 16 ans

Adaptation
Version française
- Société de doublage : Karina Films
- Direction artistique : Valérie de Vulpian
- Adaptation des dialogues : David Ecosse
- Montage : Sébastien Lacheray
- Mixage audio : Xavier Marsais
- Enregistrement sonore : Benoit Lefevre
- Gestion de projet : Lauriane Lynde

 Source et légende : version française (VF) sur RS Doublage

## Épisodes
| Saisons | Saisons | Épisodes | Diffusion originale |
| ------- | ------- | -------- | ------------------- |
|         | 1       | 10       | 24 mars 2021        |
|         | 2       | 8        | 19 mai 2021         |
|         | 3       | 7        | 18 mai 2022         |

### Première saison (2021)
La première saison est mise en ligne le 24 mars 2021.
1. Ce n'était pas une erreur (No fue un error)
2. Mauvaises personnes (Gente mala)
3. Affectueusement, Sara (Cariños, Sara)
4. Le Monstre de la famille (El monstruo de la familia)
5. Assurance-vie (Seguro de vida)
6. La Chasse (Cacería)
7. Peur et culpabilité (El miedo y la culpa)
8. Où les rêves se réalisent (Donde los sueños se hacen realidad)
9. Voir le monde brûler (Ver el mundo arder)
10. Deux tombes (Dos tumbas)

### Deuxième saison (2021)
La deuxième saison est mise en ligne le 19 mai 2021.
1. La Double vie de Sara (Las dos caras de Sara)
2. Tant de sang sur les mains (Sangre en las manos)
3. Effondrement (Derrumbe)
4. À toi de jouer (Todo queda en tus manos)
5. Les Morts parlent (Los muertos hablan)
6. Une affaire personnelle (Esto es personal)
7. Nous n’avons jamais été amis (Nunca fuimos amigos)
8. C’est moi qui ai tué Sara (Yo maté a Sara)

### Troisième saison (2022)
La troisième saison est mise en ligne le 18 mai 2022.
1. Présumée morte (Presunción de muerte)
2. Le Complexe de Medusa (Complejo de Medusa)
3. Morte ou vive (Viva o muerta)
4. Bienvenue au centre Medusa (Bienvenidos al Centro Medusa)
5. Rats de laboratoire (Ratones de laboratorio)
6. Ce qui est arrivé à Sara (Qué pasó con Sara)
7. Qu'est-ce que tu as fait, Sara ? (¿Qué hiciste, Sara?)

## Accueil

### Critiques
La série reçoit des critiques positives de la part des critiques. Sur Rotten Tomatoes , la première saison a un taux d'approbation de 86% basé sur 7 critiques.
Joel Keller de Decider, a fait l'éloge de la série et recommande aux gens de le diffuser. Il a commenté « a quelques problèmes de logique, mais son ambiance générale est suffisamment énergique, avec de bonnes performances, pour retenir l'attention des téléspectateurs ».
Daniel Hart de Ready Steady Cut, considérait la série comme « un mystère de meurtre convaincant et assoiffé de vengeance ».
Mikel Zorrilla d'Espinof a considéré la série comme « un thriller divertissant avec l'âme d'une telenovela qui mélange mystère, drame et érotisme ».
Ángel S. Harguindey a écrit dans un article que « la télévision par abonnement a permis aux telenovelas mexicaines de prospérer dans leurs thèmes élargis et cette série est luxueuse et libérale ».

## Nominations et récompenses
| Année | Prix                                   | Catégorie                                          | Nommée              | Résultats | Ref.   |
| ----- | -------------------------------------- | -------------------------------------------------- | ------------------- | --------- | ------ |
| 2022  | 30th Actors and Actresses Union Awards | Meilleur acteur dans une production internationale | Ginés García Millán | Gagnant   | [ 14 ] |